# Karl Mummenthey

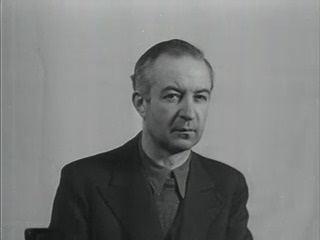
Karl Mummenthey während der Nürnberger Prozesse. Aufnahme von Januar 1947.

Kunz Andreas Emil Karl Mummenthey (* 11. Juli 1906 in Aue; † 15. März 1968 in Siegen) war ein deutscher Jurist und SS-Obersturmbannführer. Mummenthey wurde im Rahmen der Nürnberger Prozesse zu lebenslanger Haft verurteilt.

## Leben
Mummenthey, dessen Vater Bankdirektor war, beendete seine Schulzeit 1924 mit der Mittleren Reife. Anschließend absolvierte Mummenthey eine Ausbildung zum Bankkaufmann, die er 1926 abschloss. Nach Ablegung eines Externenabiturs studierte Mummenthey Volkswirtschaft und Rechtswissenschaften an der Universität Leipzig und der Universität Frankfurt am Main. Mummenthey legte 1934 das erste juristische Staatsexamen und 1937 das zweite juristische Staatsexamen erfolgreich ab.
Von 1925 bis 1933 war Mummenthey Angehöriger des Stahlhelm-Kampfbundes. Mummenthey wurde 1933 Mitglied der SA und wechselte von dort am 1. April 1934 zur SS (SS-Nummer 221.079). In der SS stieg er bis 1943 zum SS-Obersturmbannführer der Reserve der Waffen-SS auf. Am 17. Juni 1937 beantragte er die Aufnahme in die NSDAP und wurde rückwirkend zum 1. Mai desselben Jahres aufgenommen (Mitgliedsnummer 4.302.359).
Ab Anfang 1938 war Mummenthey im SS-Verwaltungsamt unter Walter Salpeter tätig. Mummenthey war dort anfangs in der Rechtsabteilung und anschließend bei der SS-Wirtschaft eingesetzt. Um dem Kriegsdienst nach Ausbruch des Zweiten Weltkrieges zu entgehen, fand er mit Unterstützung von Salpeter Aufnahme in der Waffen-SS und blieb weiter im SS-Verwaltungsamt tätig. Im neu entstandenen Hauptamt Verwaltung und Wirtschaft (HAVW) war Mummenthey ab Anfang Dezember 1939 zugleich Hauptabteilungsleiter der Abteilungen III A 1 und III A 3. Nach Umstrukturierung des HAVW wurde er dort Anfang September 1941 stellvertretender Leiter im Amt W 1.
Im September 1939 wurde Mummenthey zweiter Geschäftsführer und im September 1941 erster Geschäftsführer des SS-Unternehmens Deutschen Erd- und Steinwerke GmbH. Zusätzlich war Mummenthey von Anfang Februar 1942 nach Gründung des Wirtschafts- und Verwaltungshauptamts bis Frühjahr 1945 Leiter des Amts W 1 – Steine und Erden im Reich.
Für die Deutschen Erd- und Steinwerke mussten KZ-Häftlinge unter inhumanen Arbeitsbedingungen unter anderem in Steinbrüchen Zwangsarbeit leisten. Mummenthey war daher mitverantwortlich für die nach dem Prinzip Vernichtung durch Arbeit umgekommenen KZ-Häftlinge.

## Nach Kriegsende
Nach seiner Festnahme wurde Mummenthey von November 1946 bis Januar 1947 gemeinsam mit Hans Hohberg und Leo Volk durch den britischen War Criminals Holding Centre in Minden interniert. Dort mussten die Internierten den „Mindener Bericht“ verfassen. Dieser 244 Seiten umfassende Bericht sollte den Aufbau des WVHA und dessen wirtschaftliche Unternehmungen nachvollziehbar darstellen. Der Bericht wurde nach Naasner nicht als Beweismittel in den Nürnberger Prozessen herangezogen.
Im Prozess Wirtschafts- und Verwaltungshauptamt der SS wurde Mummenthey am 3. November 1947 vom United States Military Tribunal II wegen Kriegsverbrechen, Verbrechen gegen die Menschlichkeit und der Mitgliedschaft in verbrecherischen Organisationen für schuldig befunden. Mummenthey wurde zu einer lebenslangen Freiheitsstrafe verurteilt, die Ende Januar 1951 auf zwanzig Jahre Haft reduziert wurde. Am 18. Dezember 1953 wurde er vorzeitig aus dem Kriegsverbrechergefängnis Landsberg entlassen. Nach der Haftentlassung war Mummenthey als Chefredakteur des Presseverlags der Deutschen Reichspartei tätig.